# روبرتو گارجینی
روبرتو گارجینی (انگلیسی: Roberto Gargini؛ زادهٔ ۳۰ آوریل ۱۹۶۲) بازیکن فوتبال اهل آرژانتین است.
از باشگاه‌هایی که در آن بازی کرده‌است می‌توان به باشگاه فوتبال گیانینا اشاره کرد.